# Reengus
Reengus là một thành phố và khu đô thị của quận Sikar thuộc bang Rajasthan, Ấn Độ.

## Nhân khẩu
Theo điều tra dân số năm 2001 của Ấn Độ, Reengus có dân số 22.928 người. Phái nam chiếm 54% tổng số dân và phái nữ chiếm 46%. Reengus có tỷ lệ 62% biết đọc biết viết, cao hơn tỷ lệ trung bình toàn quốc là 59,5%: tỷ lệ cho phái nam là 75%, và tỷ lệ cho phái nữ là 48%. Tại Reengus, 16% dân số nhỏ hơn 6 tuổi.